# Greenhills, Dublin
Greenhills är en förort till Irlands huvudstad Dublin. Greenhills ligger 23 meter över havet och antalet invånare är 6 876.